# The Dream Belongs to Me: Rare and Unreleased 1968-1973
The Dream Belongs to Me è una raccolta di brani musicali dell'artista Tim Buckley pubblicato da Manifesto Records nel 2001.
Composto da registrazioni demo è diviso in due sezioni ben definite: la prima registrata nel 1968 è composta da 6 brani che saranno pubblicati in versione definitiva sugli album Happy Sad, Starsailor e Blue Afternoon, mentre la seconda è composta da 8 brani registrati nel 1973 durante la preparazione dell'album Sefronia.
I brani Ashbury Park e Danang sono delle versioni solo abbozzate del brano Love from Room 109 at the Islander (On Pacific Coast Highway).
Le due sessioni mostrano l'evoluzione nel corso degli anni del musicista dal folk rock degli esordi al soul-funk di 5 anni dopo.

## Tracce
1. Song to the Siren
2. Sing a Song for You
3. Ashbury Park
4. Danang
5. Happy Time
6. Buzzin' fly
7. Sefronia
8. Because of You
9. The Dream Belongs to Me
10. Falling Timber
11. Stone in Love
12. Freeway Dixieland Rocketship Blues
13. Honey Man
14. Quicksand